# TX Group
TX Group AG (fostă Tamedia AG) este o companie media cu sediul central în Zurich, Elveția. Printr-un portofoliu de ziare zilnice și săptămânale, reviste și platforme digitale, precum și de tipărituri proprii, este cel mai mare grup media din țară. Din 2000, Tamedia este listată la Bursa Elvețiană.
La 1 ianuarie 2020, Tamedia a fost redenumită TX Group AG. Pe lângă funcțiile de management al grupului, TX Group are patru companii de operare: TX Markets, Goldbach, 20 Minuten și Tamedia. Reutilizarea numelui Tamedia pentru o companie subsidiară, combinată cu remanierea mărcilor, creează confuzie.

## Cotă de piață
În 2011, a fost cel mai mare jucător de pe piața de presă elvețiană, controlând o cotă de piață de 41%, care a crescut până la 68% în Romandia francofonă. Principalii săi concurenți sunt NZZ-Mediengruppe⁠(de)[traduceți] și Ringier.

## Holdings

### Publicare
Tamedia deține o gamă largă de ziare și reviste zilnice și săptămânale în diferite limbi. Una dintre cele mai importante publicații ale Tamedia este Tages-Anzeiger, un cotidian cu sediul în Zurich . Tamedia deține și săptămânalul SonntagsZeitung⁠(de)[traduceți], ziarul național gratuit 20 Minuten/20 Minutes, Tagblatt der Stadt Zürich⁠(de)[traduceți] gratuit, ziarul financiar săptămânal Finanz und Wirtschaft⁠(de)[traduceți], revista pentru femei Annabelle, revista de familie Schweizer Familie, suplimentul de televiziune TV täglich și ziarele Thurgauer Zeitung și Zürichsee-Zeitung.
Alte publicații ale Tamedia sunt:
- Ziare: 20 Minuten, 20 minuti, 24 heures, Bernerbär, Berner Oberländer, BZ Berner Zeitung, BZ Langenthaler Tagblatt, Der Bund, Der Landbote, Furttaler, GHI Genève Home Information, Journal de Morges, Lausanne Cités, Le Matin, Le Matin Dimanche, Rümlanger, Sihltaler, Thalwiler Anzeiger, Thuner Tagblatt, Tribune de Genève⁠(d), Zürich Unterländer, Zürichsee-Zeitung, Züritipp, L'Essentiel (în cooperare cu editorul Editpress din Luxemburg), MetroXpress (Danemarca)
- Reviste: 20 Minuten Friday, Bilan, Encore, Das Magazin, Femina, Guide TV, Tribune des Arts, Télétop Matin

### Televiziune
Între 2001 și 2011, compania a deținut și mai multe canale locale precum TeleZüri, Radio 24⁠(de)[traduceți], și Radio Basilisk⁠(de)[traduceți] . În urma preluării operațiunilor elvețiene ale Edipresse, Tamedia și-a vândut canalele de radio și TV în 2011.

### Alte aventuri
Pe lângă segmentele sale de publicare, grupul media Tamedia deține un portofoliu digital cu diferite platforme online.
În decembrie 2018, Tamedia a investit pe Monito, un site de comparație pentru servicii de transfer internațional de bani.

#### Știri
Tamedia este principalul participant la Newsnet, o societate în comun a Basler Zeitung, precum și a ziarelor deținute de Tamedia BZ Berner Zeitung, Tages-Anzeiger, Der Bund, Le Matin, Tribune de Genève și 24 heures. Redacția Newsnet produce conținut de știri pentru portalurile web ale acestor ziare. În 2015, grupul media a introdus 12-App (#12) care prezintă cele mai importante articole ale zilei de la 21 de echipe editoriale din cadrul Tamedia. Și cu 20minuten.ch, Tamedia deține cel mai mare site de știri online cu cei mai unici clienți din Elveția.

#### Holdings digitale
- Achiziții: autoricardo.ch, car4you, Doodle, homegate.ch, hommages.ch, Olmero & renovero.ch, ricardo.ch, Starticket, Trendsales, tutti.ch
- Participari: Book A Tiger, JobCloud AG, local.ch & search.ch, moneypark.ch, Tradono, Zattoo, Lykke AG, Monito.com,[14] Car For You

## Sediu
Sediul său din Zurich, finalizat în 2013, a fost proiectat de arhitectul japonez Shigeru Ban. Format din șapte etaje și 10.120 metri pătrați (108.900 sq ft), clădirea folosește lemn ca sistem structural principal, care este vizibil prin ferestrele mari de sticlă.